# Chiesa di Sant'Alessandro dei Carbonai

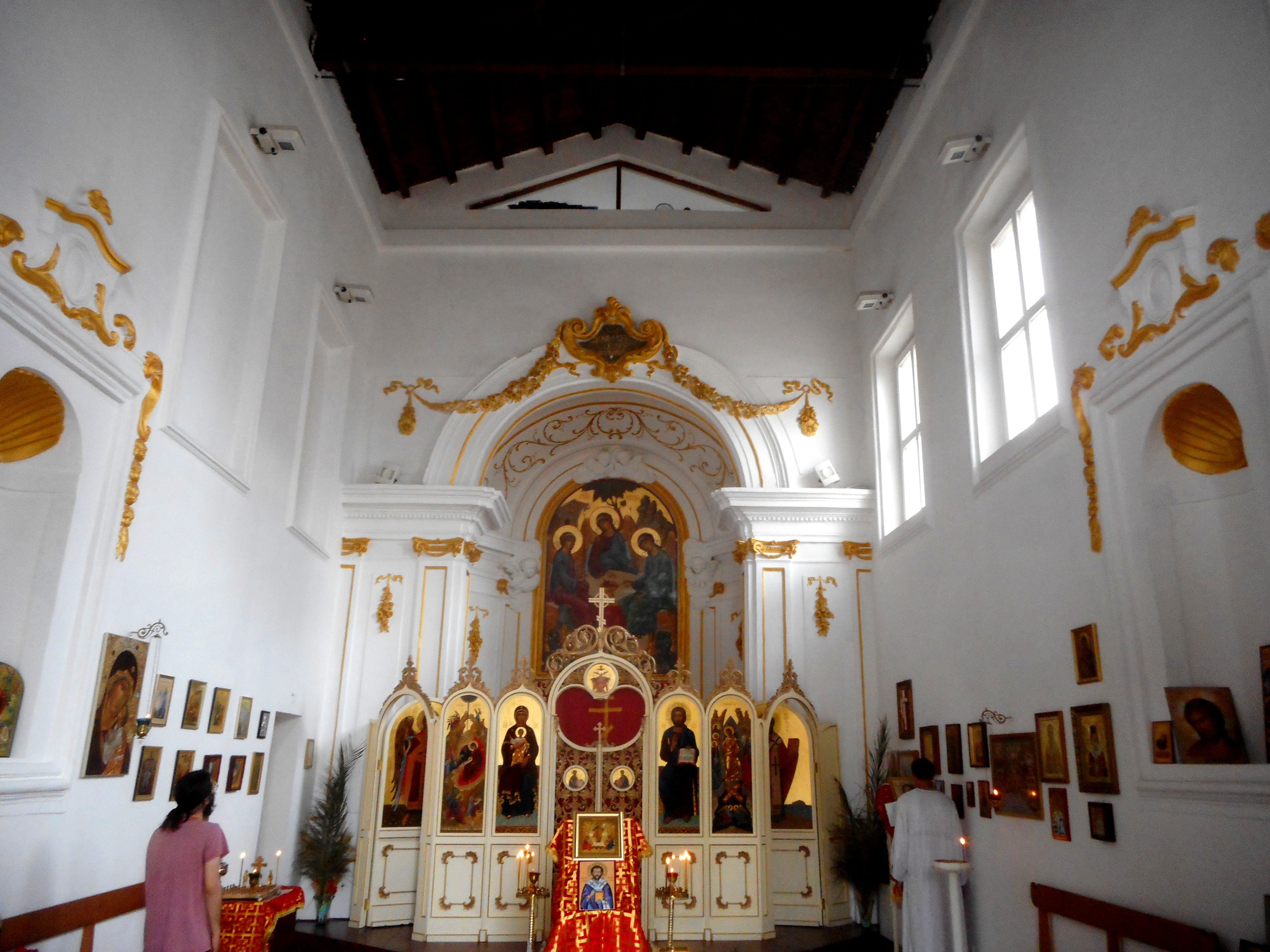
Interno

La chiesa di Sant'Alessandro dei Carbonai è una chiesa di Palermo, sita nell'antico mandamento della Loggia.

## Storia
La piccola chiesa fu costruita grazie ai fondi della ricca Confraternita dei Carbonai. I lavori furono avviati nel 1725 e la chiesa fu consacrata nel giorno dell'Epifania del 1737. L'edificio fu dedicato al santo Alessandro di Comana, detto anche "il Carbonaio". Una storia travagliata ha caratterizzato il destino della chiesa. Nel corso del XIX secolo l'edificio fu trasformato in un magazzino. Venne riaperto al culto nel 1870. Nel 1943 la chiesa fu danneggiata a causa dei bombardamenti anglo-statunitensi. Sconsacrata e lasciata in stato d'abbandono, la chiesa fu occupata abusivamente per molti anni da varie famiglie.
Nel 2000 l'edificio fu sottoposto a un intervento di restauro, nel corso del quale fu scoperta un'ampia cripta. Divenne poi sede distaccata dell'accademia di belle arti di Palermo, ospitando un corso sperimentale di arte sacra e pittura. Dall'8 settembre 2013 l'edificio è stato affidato ai fedeli della Chiesa ortodossa russa. In quel giorno, con la benedizione dell'arcivescovo di Egor'evsk Mark Golobkov ed alla presenza del sindaco di Palermo Leoluca Orlando, è stata celebrata la prima Divina liturgia.